# Assemblée de Corse
Pour les articles homonymes, voir Assemblée territoriale.
11e mandature (2021-2028)
Grand Hôtel
L'assemblée de Corse (en corse : Assemblea di Corsica) est l'assemblée délibérante de la collectivité de Corse depuis sa création au 1er janvier 2018.
Initialement formée en tant que conseil régional en 1974, elle obtient son statut à la suite d’une loi de décentralisation spéciale de 1982 portant dispositions particulières pour la région de la Corse. L’institution est conservée en tant qu’organe délibérant de la collectivité territoriale de Corse après une loi de 1991 visant à séparer l’Assemblée du nouveau conseil exécutif. En application de la loi portant nouvelle organisation territoriale de la République, l’Assemblée est maintenue comme structure délibérative de la collectivité de Corse, une collectivité territoriale à statut particulier dont la création provoque la fusion des conseils départementaux de la Corse-du-Sud et de la Haute-Corse ainsi que de l’ancienne assemblée de niveau régional créée après les élections de 1992.
Légalement, les attributions de l’Assemblée sont le règlement « par ses délibérations des affaires de la Corse » ainsi que le « contrôle [du] conseil exécutif », nommé en son sein. En outre, elle vote le budget, arrête le compte administratif et adopte le plan d’aménagement et de développement durable de la Corse. Elle siège à Ajaccio à l’hôtel de la collectivité de Corse, bâtiment de l’ancien Grand Hôtel Continental.
L’assemblée de Corse se compose de 63 conseillers élus au suffrage universel direct tous les 6 ans, dans le cadre d’un scrutin dit « territorial » se déroulant en même temps que celui des conseils régionaux. À la suite de la dernière élection territoriale organisée les 20 et 27 juin 2021, la fonction de présidente de l’Assemblée est exercée par Marie-Antoinette Maupertuis depuis le 1er juillet 2021 après sa nomination à la séance d’installation des conseillers.

## Histoire
L'assemblée de Corse est créée en 1982, dans la foulée des lois de décentralisation, par la loi du 2 mars 1982 portant statut particulier de la région Corse. Elle succède au conseil régional de la Corse qui était en place depuis 1974.
La première assemblée est élue dès le 8 août 1982 (les premières élections régionales ont lieu en 1986 dans les autres régions) au suffrage universel direct et au scrutin proportionnel intégral sans seuil électoral. L'exécutif est confié au président de l'assemblée de Corse.
Toutefois, le mode de scrutin et le fait qu'il suffise de 2 231 voix à une liste pour obtenir un siège contraint à de constantes négociations entre les nombreux groupes politiques et incite finalement les élus des partis de gauche à demander au ministre de l’Intérieur Gaston Defferre de dissoudre l’assemblée et d'instaurer un seuil électoral qui leur bénéficierait. Elle est ainsi dissoute par le Conseil des ministres et de nouvelles élections ont lieu le 12 août 1984 avec un seuil électoral de 5 % des suffrages exprimés. La loi du 10 juillet 1985 étend par la suite ce mode de scrutin à l'ensemble des conseils régionaux,.
En 1991, un nouveau statut est adopté pour la Corse : la nouvelle loi crée une « collectivité territoriale de Corse », au statut particulier, en lieu et place de la région : l'assemblée de Corse est composé de 51 membres et le scrutin proportionnel est maintenu mais une prime majoritaire de trois sièges est accordée à la liste arrivée en tête (prime portée à 11 sièges depuis 2010). Le pouvoir exécutif est confié à un conseil exécutif distinct de l'assemblée et élue par elle.
Après un échec en 2003, un projet de collectivité unique fusionnant la collectivité territoriale de Corse et les deux départements de l'île est intégré au sein de la loi portant nouvelle organisation territoriale de la République du 7 août 2015 : il prévoit la création d'une « collectivité de Corse » au 1er janvier 2018 en lieu et place de la collectivité territoriale et des deux départements.
Le 30 juillet 2025, le conseil des ministres adopte, le projet de loi constitutionnelle portant sur le statut d’autonomie de la Corse au sein de la République française. Pour être adoptée, cette réforme constitutionnelle doit être votée, par l’Assemblée nationale, et puis le Sénat, puis, lors de leur réunion en Congrès.

## Composition et élection
L'assemblée de Corse est composée de 63 membres élus au suffrage universel direct et au scrutin proportionnel plurinominal à deux tours avec prime majoritaire. Les listes doivent respecter la parité et comporter alternativement un candidat homme et une candidate femme.
Un second tour a lieu si aucune liste n'atteint 50 % des suffrages exprimés au premier tour. Peuvent se qualifier au second tour les listes ayant recueilli au moins 7 % des voix. Les listes ayant obtenu au moins 5 % peuvent fusionner au second tour avec une liste qualifiée.
Au tour décisif (premier tour si une liste a obtenu 50 %, second tour sinon), la liste arrivée en tête reçoit une prime de 11 sièges alors que le reste des sièges est réparti entre toutes les listes (y compris la liste arrivée en tête) ayant reçu au moins 5 % des voix. À la différence des régions, les sièges sont répartis à l'échelle de la collectivité, sans section départementale.
L'assemblée procède le jeudi suivant son élection à l'élection de son président et à l'élection du Conseil exécutif de Corse. Les membres du conseil exécutif ne peuvent être en même temps conseillers à l'assemblée.

### Groupes politiques

#### Onzième mandature (depuis 2021)
| Groupe                                          | Partis           | Partis                      | Élus | Président                                                             |
| ----------------------------------------------- | ---------------- | --------------------------- | ---- | --------------------------------------------------------------------- |
| Fà populu inseme                                |                  | Femu a Corsica              | 32   | Jean Biancucci                                                        |
| Un Soffiu Novu Un nouveau souffle pour la Corse |                  | Comité central bonapartiste | 16   | Laurent Marcangeli (2021-2022) Valérie Bozzi et Jean-Martin Mondoloni |
| Un Soffiu Novu Un nouveau souffle pour la Corse | Les Républicains |                             | 16   | Laurent Marcangeli (2021-2022) Valérie Bozzi et Jean-Martin Mondoloni |
| Un Soffiu Novu Un nouveau souffle pour la Corse | Horizons         |                             | 16   | Laurent Marcangeli (2021-2022) Valérie Bozzi et Jean-Martin Mondoloni |
| Avanzemu                                        |                  | Partitu di a Nazione Corsa  | 7    | Jean-Christophe Angelini                                              |
| Avanzemu                                        | Corsica Libera   |                             | 7    | Jean-Christophe Angelini                                              |
| Core in Fronte                                  |                  | Core in Fronte              | 6    | Paul-Félix Benedetti                                                  |
| Non inscrits                                    |                  |                             | 2    |                                                                       |

#### Dixième mandature (2018-2021)
| Groupe                                                 | Effectif | Président             |
| ------------------------------------------------------ | -------- | --------------------- |
| Femu a Corsica                                         | 28       | Hyacinthe Vanni       |
| Corsica Libera                                         | 13       | Petr’Antone Tomasi    |
| Per l’avvene                                           | 10       | Jean-Martin Mondoloni |
| Andà per dumane                                        | 6        | Jean-Charles Orsucci  |
| La Corse dans la République A Corsica indè a Republica | 6        | Valérie Bozzi         |

#### Huitième mandature (2010-2015)
| Liste                    | Groupe | Groupe                                             | Effectif | Président                |
| ------------------------ | ------ | -------------------------------------------------- | -------- | ------------------------ |
| L'Alternance             |        | Démocrates, Socialistes et Radicaux                | 10       | Jean-Charles Orsucci     |
| L'Alternance             |        | Elu(e)s Communistes et Citoyens du Front de Gauche | 6        | Étienne Bastelica        |
| L'Alternance             |        | Gauche Républicaine                                | 4        | François Tatti           |
| L'Alternance             |        | Corse social-démocrate                             | 4        | Jean-Baptiste Luccioni   |
| Rassembler pour la Corse |        | Rassembler pour la Corse                           | 12       | Camille de Rocca Serra   |
| Femu a Corsica           |        | Femu a Corsica                                     | 11       | Jean-Christophe Angelini |
| Corsica Libera           |        | Corsica Libera                                     | 4        | Jean-Guy Talamoni        |

## Liste des présidents
Le président de l'Assemblée est élu lors de la première réunion qui suit les élections. Aux deux premiers tours de scrutin, la majorité absolue des conseillers est nécessaire à un candidat pour être élu, au troisième tour, la majorité relative suffit.
| Président                 | Président                   | Parti                                        | Dates                     |
| Conseil régional de Corse | Conseil régional de Corse   | Conseil régional de Corse                    | Conseil régional de Corse |
| ------------------------- | --------------------------- | -------------------------------------------- | ------------------------- |
|                           | François Giacobbi           | MRG                                          | 1974-1979                 |
|                           | Jean Filippi                | MRG                                          | 1979-1980                 |
|                           | Jean-Paul de Rocca Serra    | RPR                                          | 1980-1981                 |
|                           | Prosper Alfonsi             | MRG                                          | 1981-1982                 |
| Assemblée de Corse        |                             |                                              |                           |
|                           | Prosper Alfonsi             | MRG                                          | 1982-1984                 |
|                           | Jean-Paul de Rocca Serra    | RPR                                          | 1984-1998                 |
|                           | José Rossi                  | UDF-DL (1998) DL (1998-2002) UMP (2002-2004) | 1998-2004                 |
|                           | Camille de Rocca Serra      | UMP                                          | 2004-2010                 |
|                           | Dominique Bucchini          | PCF                                          | 2010-2015                 |
|                           | Jean-Guy Talamoni           | CL                                           | 2015-2021                 |
|                           | Marie-Antoinette Maupertuis | FaC                                          | depuis 2021               |